# Siempre Carmen
Siempre Carmen (título original en italiano: Carmen proibita)  es una coproducción italo-española de drama estrenada en 1953 en Italia y al año siguiente en España. Fue dirigida por Giuseppe Maria Scotese y protagonizada en los papeles principales por Ana Esmeralda, Fausto Tozzi, Mariella Lotti, Umberto Spadaro y Mario Cabré.
La película está basada en la novela Carmen escrita por Prosper Mérimée.

## Sinopsis
Un buque de carga panameño atraca de noche en un muelle del río Guadalquivir. En el barco está de guardia José, jefe oficial de origen italiano. Sube a cubierta Carmen, una atractiva gitana granadina, que trabaja en Sevilla con una banda de contrabandistas de tabaco, y comienza a bailar para distraer la atención de los hombres que se encuentran a bordo, permitiendo así, a sus compinches, descargar la mercancía de la nave. Sin embargo, la policía descubre la operación e interviene. Carmen logra huir de las pesquisas gracias a la protección de José, que se enamora locamente de ella.

## Reparto
- Ana Esmeralda como Carmen, la gitana
- Fausto Tozzi como José Salviatti
- Mariella Lotti como Margaret, la americana
- Umberto Spadaro como Comisario Barreiro
- Mario Cabré como Torero Juanito Trianera
- José Jaspe como Tuerto
- Rafael Albaicín como Un guappo
- Enzo Furlai
- Michele Riccardini
- Vittorio André
- Renato Lupi
- Yuhara Abdullah
- Gianni Rizzo
- Ana López Pérez, La Rollona (Niñera), en su casa de Mijas. Pero era Macharaviaya